# Constance Benson
Pour les articles homonymes, voir Benson.
Constance Benson, connue sous le nom de scène de Constance Featherstonhaugh (1864-1946), est une actrice britannique, active pendant la période du muet. 

## Biographie
Constance Benson fut l'épouse de l'acteur Frank R. Benson (en). Leur fils Eric William (1887–1916) sera tué lors de la bataille de la Somme.

## Filmographie partielle
- 1911 : Julius Caesar de Frank R. Benson (en)
- 1911 : The Taming of the Shrew de Frank Benson
- 1911 : Macbeth de Will Barker
- 1911 : Richard III de Frank Benson